# Liste der Liegenschaften des National Trust for Scotland
Die Liste der Liegenschaften des National Trust for Scotland enthält Liegenschaften (Gebäude, Gärten, Parks, Naturschutzgebiete), die der National Trust for Scotland (NTS) besitzt, verwaltet oder (mit)betreut; sie basiert auf einer Liste, die der NTS veröffentlicht hat. Der NTS ist eine private, gemeinnützige Stiftung, deren Aufgabe der Erhalt und die Pflege von Kultur- und Naturdenkmälern in Schottland ist. Diese Aufgabe wird in England, Wales und Nordirland vom National Trust erfüllt. Die meisten Gebäude und Gärten sind auch bei Historic Environment Scotland aufgeführt. Historic Environment Scotland ist eine Behörde (executive non-departmental public body), die sich um die Erhaltung und Pflege von archäologisch und historisch bedeutsamen Stätten in Schottland kümmert und eine Datenbank führt, in der etliche Hundert historisch bedeutende Gebäude und andere Objekte aufgeführt und in Kategorien nach historischem Wert bewertet sind.
Im Jahr 2024 enthielt diese Liste 96 Einträge und ist damit eigentlich nicht komplett, da der NTS Stand 2016 angibt, insgesamt 129 Liegenschaften zu besitzen, verwalten oder betreuen. Die hier nicht aufgeführten Objekte sind vom NTS selber allerdings nicht oder nicht eindeutig dokumentiert und auch in der zitierten Quelle noch nicht einmal tabellarisch aufgeführt. Bezogen auf die vom NTS eindeutig dokumentierten Objekte ist die Liste vollständig. Die Nichtdokumentation besteht auch für die Objekte, die in der List of National Trust for Scotland properties im englischen Wiki aufgeführt sind und hier nicht. Die Willow Tearooms wurden 2024 vom NTS übernommen und hier eingefügt.
| Liegenschaft                              | Beschreibung | Im Besitz des NTS seit                   | Koordinaten                   | Webseite/ Beschreibung bei HES |
| ----------------------------------------- | --- | ---------------------------------------- | ----------------------------- | --- |
| Abertarff House                           | Abertarff House wurde im Jahr 1593 erbaut und ist das älteste erhaltene Gebäude in Inverness. Über die Jahre wurde es von verschiedenen Eigentümern genutzt und 1963 vom NTS übernommen, der es im Jahr 1966 renovierte. Anschließend wurde es wieder von verschiedenen Gruppierungen genutzt, u. a. von der An Comunn Gàidhealach (The Gaelic Association) und zuletzt vom NTS als regionales Hauptquartier. 2018 wurde es nach einer erneuten Renovierung für die Öffentlichkeit freigegeben. | 1963                                     | 57° 28′ 45″ N, 4° 13′ 40″ W   | Beschreibung auf nts.org.uk Beschreibung bei Historic Environment Scotland                                                                 |
| Alloa Tower                               | Der Alloa Tower ist ein Tower House in der schottischen Stadt Alloa in der Council Area Clackmannanshire. Er.lässt sich bis ins 14. Jahrhundert zurückverfolgen. Er zählt zu den größten und besterhaltenen Turmhäusern Schottlands. Alloa Tower wurde 1497 in seiner heutigen Form fertiggestellt und hatte eine große Zahl bekannter Bewohner, u. a. Maria Stuart und ihr Sohn, Jakob I. verbrachten hier einen Teil ihrer Kindheit. | 1960                                     | 56° 6′ 45″ N, 3° 47′ 18″ W    | Beschreibung auf nts.org.uk Beschreibung bei Historic Environment Scotland                                                                 |
| Arduaine Garden                           | Der 1898 begründete Garten liegt auf einer Halbinsel am Sound of Jura, etwa 20 km südlich von Oban. Er ist für seine weltweit gesammelten Pflanzen bekannt, insbesondere für Rhododendren. Arduaine Garden wird als so bedeutend eingestuft, dass er in das Inventory of Gardens and Designed Landscapes in Scotland aufgenommen wurde. |                                          | 56° 14′ 6″ N, 5° 33′ 40″ W    | Beschreibung auf nts.org.uk Beschreibung bei Historic Environment Scotland                                                                 |
| Bachelors’ Club                           | In dem im Dorf Tarbolton gelegenen Gebäude gründete Robert Burns den Tarbolton Bachelors’ Club, ein Debattierclub, lernte dort tanzen und wurde in die Freimaurerei eingeführt. Das Gebäude wurde in die höchste Denkmalkategorie A der schottischen Denkmallisten aufgenommen. | 1938                                     | 55° 30′ 48″ N, 4° 29′ 10″ W   | Beschreibung auf nts.org.uk Beschreibung bei Historic Environment Scotland                                                                 |
| Balmacara Estate                          | Gegenüber der Insel Skye am Loch Alsh liegt das über 2750 ha umfassende Balmacara Estate. Der NTS ermutigt die Landwirte der acht einliegenden Siedlungen zum traditionellen Crofting. Da die dortige Landschaft bereits seit Jahrtausenden von Menschen bewirtschaftet wird, ist dort eine Vielzahl von archäologischen Stätten zu finden. Flora und Fauna umfassen zahlreiche heimische Tier- und Pflanzenarten, einschließlich eines alten Eichenwaldes, dem Coille Mhòr. | 1946                                     | 57° 17′ 40″ N, 5° 38′ 32″ W   | Beschreibung auf nts.org.uk Beschreibung bei Historic Environment Scotland                                                                 |
| Balmerino Abbey                           | Das Kloster Balmerino (englisch Balmerino Abbey) ist ein ehemaliges Zisterzienserkloster in der Ortschaft Balmerino. Das Kloster wurde im Jahr 1229 gegründet um als Grablege von Ermengarde de Beaumont zu dienen, die 1233 vor dem Hochaltar bestattet wurde. 1547 wurde es von englischen Truppen niedergebrannt und 1559 nochmals von schottischen Protestanten. Vom Kloster sind nur noch der Kapitelsaal, das Parlatorium und die Sakristei sowie Mauerteile des nördlichen Kirchenquerschiffs als Fragmente erhalten. | 1936                                     | 56° 24′ 36″ N, 3° 2′ 30″ W    | Beschreibung auf nts.org.uk Beschreibung bei Historic Environment Scotland                                                                 |
| The Battle of Bannockburn                 | Auf diesem Gelände fand im Jahr 1314 die Schlacht von Bannockburn statt. Nach einem Entwurf des Architektenbüros Reiach and Hall wurde 2014, rechtzeitig zum 700. Jahrestag der Schlacht, ein Besucherzentrum fertiggestellt. Seine Fassade ist in grauem Ziegel gehalten, um eine „düstere und respektvolle“ Wirkung zu erzielen. Im Besucherzentrum wird mit medialen Mitteln versucht, das Erlebnis der Schlacht nachzuvollziehen. Auf dem Gelände werden archäologische Arbeiten durchgeführt, um die Ereignisse wissenschaftlich zu untersuchen. | 1932                                     | 56° 5′ 33″ N, 3° 56′ 7″ W     | Beschreibung auf nts.org.uk Beschreibung bei Historic Environment Scotland                                                                 |
| Barry Mill                                | Die Mühle wurde im frühen 16. Jahrhundert von Zisterziensermönchen errichtet. Ende des 17. Jahrhunderts wurde die Mühle säkularisiert und brannte schließlich 1814 ab. Das heutige Gebäude ist ein Nachbau aus dieser Zeit. 1971 wurde Barry Mill in die Kategorie B und 2009 in die höchste Denkmalkategorie A der schottischen Denkmallisten aufgenommen. | 1988                                     | 56° 30′ 17″ N, 2° 45′ 34″ W   | Beschreibung auf nts.org.uk Beschreibung bei Historic Environment Scotland                                                                 |
| Ben Lawers                                | Mit seinen 1,214 m (3,984 ft) ist der Ben Lawers, der zehnthöchste Munro Schottlands und der höchste der südlichen Highlands. Er zeichnet sich durch seine Fülle an alpinen Pflanzen und über 600 verschiedenen Flechten aus. Auf der Süd- und Ostseite des Berges hat der National Trust for Scotland ein etwa 45 km² großes Naturschutzgebiet eingerichtet, um diese Flora und Fauna zu schützen. Auch für Zoologen ist dieser Berg durch die hier lebenden Vogelarten interessant. Seine Wanderwege besitzen einfache bis mittlere Schwierigkeitsgrade. | 1950                                     | 56° 32′ 44″ N, 4° 13′ 15″ W   | Beschreibung auf nts.org.uk |
| Ben Lomond                                | Der Ben Lomond ist der südlichste Munro Schottlands und bei Wanderern beliebt. Der Aufstieg zum Gipfel ist relativ einfach und es bietet sich ein bemerkenswertes Panorama. Die kurzen Anreisewege aus den Städten des Central Belts tragen zur Beliebtheit des inmitten des Loch-Lomond-and-the-Trossachs-Nationalparks gelegenen Berges bei. Der NTS betreibt dort ein Programm zur nachhaltigen Landwirtschaft mit dem Ziel der Annäherung von Naturschutz und Weidewirtschaft. |                                          | 56° 11′ 19″ N, 4° 37′ 36″ W   | Beschreibung auf nts.org.uk |
| Branklyn Garden                           | Dorothy Renton schuf mit ihrem Mann John ab 1925 diesen Garten, den der Regius Keeper (entspricht in etwa einem Direktor) des Royal Botanic Garden Edinburgh als „the finest two acres of private garden in the country.“ (die schönsten zwei Morgen privaten Gartens im ganzen Land) bezeichnete. Es wird geschätzt, dass der Garten etwa 3500 Pflanzenarten beherbergt, inklusive der nationalen Sammlung von „Himalayan blue poppies“ (Scheinmohn). Nach dem Tod von Dorothy Renton und ihrem Mann übernahm der NTS 1967 den Garten und machte ihn der Öffentlichkeit zugänglich. Neben dem Garten hinterließ das Ehepaar ihre detaillierten Notizbücher. | 1967                                     | 56° 23′ 18″ N, 3° 25′ 7″ W    | Beschreibung auf nts.org.uk Beschreibung bei Historic Environment Scotland                                                                 |
| Brodick Castle                            | Brodick Castle ist ein Schloss auf der schottischen Insel Arran. Seine Anfänge reichen bis in die Wikingerzeit zurück. Auf den Ruinen dieser Anlage entstand im 13. Jahrhundert eine neue Burg, aus dessen fortwährender Erweiterung das heutige Schloss hervorging. Seit dem 15. Jahrhundert gehörte es dem Clan Hamilton und ging 1957 auf den NTS über. Das gesamte Anwesen hat eine Fläche von rund 250 ha und beheimatet drei Gärten, die seit 1980 der Öffentlichkeit zugänglich sind. In einem der Gärten liegt das Bayerische Sommerhaus (Bavarian Summer House), das William Hamilton, 11. Duke of Hamilton 1845 seiner deutschen Frau Marie Amalie von Baden erbauen ließ. Brodick Castle ist auf der Rückseite der 20 Pfundnote der Royal Bank of Scotland abgebildet. | 1957                                     | 55° 35′ 38″ N, 5° 9′ 3″ W     | Beschreibung auf nts.org.uk Beschreibung bei Historic Environment Scotland                                                                 |
| Brodie Castle                             | Brodie Castle ist ein Schloss zehn Kilometer nordöstlich von Nairn und der Stammsitz des Brodie-Clans. Die Burg wurde erstmals 1160 urkundlich erwähnt, doch detaillierte Quellen zur Geschichte der alten Burganlage fehlen, weil sie während des Englischen Bürgerkriegs verbrannten oder an einen unbekannten Ort gebracht wurden. Die heutige Anlage geht auf das Jahr 1567 zurück. Bis 1980 bewohnte die Familie Brodie das Anwesen, ehe es der National Trust for Scotland nach 820 Jahren privater Nutzung übernahm. | 1980                                     | 57° 35′ 55″ N, 3° 42′ 32″ W   | Beschreibung auf nts.org.uk Beschreibung bei Historic Environment Scotland                                                                 |
| Broughton House                           | Broughton House ist eine Villa im schottischen Kirkcudbright, die 1971 in die höchste Kategorie A der schottischen Denkmallisten aufgenommen wurde. Zu Beginn des 18. Jahrhunderts errichtet, erwarb es 1740 Alexander Murray of Broughton, der ihn den Namen gab. 1901 kauft es der Maler Edward Atkinson Hornel, der die Innenräume umbauen ließ und dem Haus seine persönliche Note gab. Hornel trug eine Bibliothek mit 15.000 Büchern zusammen, darunter rund 2500 Bücher von und über Robert Burns. Zum Haus gehört ein im japanischen Stil angelegter Garten mit einer Fläche von 2 acres (rund 8000 m²), den er mit seiner Schwester pflegte. | 1997                                     | 54° 50′ 15″ N, 4° 3′ 16″ W    | Beschreibung auf nts.org.uk Beschreibung bei Historic Environment Scotland Beschreibung des Gartens                                        |
| Burg                                      | Burg ist ein Gebiet auf der Halbinsel Ardmeanach der Insel Mull, das 1932 in die Obhut des NTS kam und damit eines seiner ältesten Objekte ist. Das gut 600 ha umfassende Gelände ist heute, bedingt durch seinen Reichtum an Tier- und Pflanzenarten, Teil einer National Scenic Area und Teil einer Special Area of Conservation (Natura 2000). Der Strand ist nur über eine Eisenleiter erreichbar, dort sind etwa 50 Mio. Jahre alte versteinerte Bäume zu finden. Eine weitere Besonderheit von Burg ist das Vorkommen der „Slender Scotch burnet moth“ (Beilfleck-Rotwidderchen), die sonst nur in mediterranen Gebieten vorkommt. | 1932                                     | 56° 31′ 55″ N, 6° 15′ 45″ W   | Beschreibung auf nts.org.uk |
| Canna                                     | Canna, die westlichste der kleinen Inseln der inneren Hebriden, wird vom NTS als Farm und Naturschutzgebiet betrieben. Der schottischen Historiker und Schriftsteller John Lorne Campbell erwarb die Insel 1938, vermachte sie 1981 dem NTS, lebte aber bis zu seinem Tod 1996 dort. Seine Witwe Margaret Fay Shaw lebte bis zu ihrem Tod 2004 dort. Neben der Insel vermachten das Ehepaar dem NTS ihr umfangreiches Archiv schottisch-gälischer Lieder und Dichtungen sowie zahlreiche historische Fotos, die in Canna House auf der Insel aufbewahrt sind. Eine umfangreiche Aktion des Trusts war die Insel rattenfrei zu bekommen, was nach jahrelangen Bemühungen gelang. So konnte die Vogelfauna vor einer massiven Bedrohung geschützt werden. | 1981                                     | 57° 3′ 54″ N, 6° 32′ 59″ W    | Beschreibung auf nts.org.uk Beschreibung bei Historic Environment Scotland                                                                 |
| Castle Campbell                           | Castle Campbell, ursprünglich Castle Glume, ist eine Burg nahe der Stadt Dollar oberhalb des Dollar Glen, das ebenfalls vom NTS verwaltet wird. Die ältesten Teile der Burg stammen aus dem frühen 15. Jahrhundert. Das Castle wurde mehrfach ausgebaut, Mit der Hinrichtung von Archibald Campbell, 1. Marquis of Argyll wegen Hochverrats verlor das Castel seine Bedeutung, wurde im 19. Jahrhundert verkauft und kam dann in den Besitz des NTS, wird aber von Historic Scotland betreut. |                                          | 56° 10′ 29″ N, 3° 40′ 29″ W   | National Trust For Scotland 2022 Guide, Kapitel "Guardianship Properties" Beschreibung bei Historic Environment Scotland                   |
| Castle Fraser                             | Die Geschichte von Castle Fraser beginnt als Wehrturm im 15. Jahrhundert. Der heutige Bau wurde 1575 begonnen und 1636 vollendet. Bis 1921 gehörte er dem Clan Fraser und wurde dann an die Familie Pearson verkauft, die es 1976 dem NTS übergab. Das Anwesen hat eine Fläche von 120 ha und besteht hauptsächlich aus Wald und Ackerland. Zur Burganlage gehört ein umfriedeter Garten, in dem ökologische Landwirtschaft betrieben wird. 2018 wurden im Rahmen einer „öffentlichen Ausgrabung“ Hinweise auf einen Angriff auf die Burg gefunden. | 1976                                     | 57° 12′ 11″ N, 2° 27′ 38″ W   | Beschreibung auf nts.org.uk Beschreibung bei Historic Environment Scotland                                                                 |
| Corrieshalloch Gorge                      | Corrieshalloch Gorge ist eine steile Schlucht etwa 20 km südöstlich von Ullapool. Sie ist etwa 1,5 km lang, 60 m tief und an der Oberseite durchschnittlich 10 m breit. Corrieshalloch Gorge ist damit das kleinste der 43 National Nature Reserves. In der Schlucht befindet sich die 46 Meter hohen Falls of Measach, die von einer Aussichtsplattform aus betrachtet werden können. Der NTS betreibt gegenwärtig ein Programm, extrem invasive Pflanzen wie den pontischen Rhododendron oder den japanischen Staudenknöterich aus dem Gebiet zu entfernen. | 1945                                     | 57° 45′ 20″ N, 5° 1′ 24″ W    | Beschreibung auf nts.org.uk |
| Craigievar Castle                         | Die erste Erwähnung des Craigievar Castle stammt aus dem Jahr 1457. Es gilt als eines der bedeutendsten Beispiele eines Tower House in Schottland. Eine Besonderheit ist, dass in den oberen Stockwerken kein elektrischer Strom und somit auch kein elektrisches Licht vorhanden ist. Daher kann man die Kunstwerke wie in den vorhergehenden Jahrhunderten nur in natürlichem Licht betrachten. Zur Wiederherstellung des ursprünglichen Zustands erhielt das Tower House zu Beginn des 21. Jahrhunderts wieder einen Harl-Putz. | 1963                                     | 57° 10′ 26″ N, 2° 43′ 5″ W    | Beschreibung auf nts.org.uk Beschreibung bei Historic Environment Scotland                                                                 |
| Craigower                                 | Der Craigower ist ein Berg in den Waldgebieten Perthshires, der mit seiner Höhe von 407 m (1,335 ft) kein Munro ist. Trotzdem bietet seinen Gipfel ein hervorragendes Panorama. An klaren Tagen kann man Loch Tummel, Loch Rannoch und die entfernten Berge von Glencoe sehen. Die Gegend ist bedeutend für ihr Vorkommen von Bussarden und Raben, aber auch Schmetterlinge sind zu finden, insgesamt 15 Arten wurden beschrieben. |                                          | 56° 43′ 21″ N, 3° 45′ 22″ W   | Beschreibung auf nts.org.uk |
| Crarae Garden                             | Crarae Garden gilt als gutes Beispiel für einen Garten im Himalaya-Stil. Auf dem 40 ha umfassenden Gelände finden sich 50 Pflanzenfamilien, 240 Gattungen und über 900 Pflanzenarten aus der ganzen Welt mit einem Schwerpunkt auf Pflanzen aus dem Himalaya. Auf dem Gelände findet sich auch ein Clyde Tomb, das Clyde Tomb von Crarae Garden. Es datiert aus den Zeitraum um 3500 vor Christus. | 2002                                     | 56° 7′ 33″ N, 5° 14′ 32″ W    | Beschreibung auf nts.org.uk Beschreibung bei Historic Environment Scotland                                                                 |
| Crathes Castle                            | Crathes Castle war ursprünglich ein Tower House bis Thomas Burnett, 3. Baronet of Leys es durch Anbauten erweitern ließ. Diese waren zur Unterbringung seiner mindestens 16 Kinder erforderlich geworden. Crathes Castle blieb fast 400 Jahre im Familienbesitz der Burnetts of Leys, bis es vom NTS übernommen wurde. Zur Burganlage gehört ein großer Park und ein umfriedeter Garten. Dort steht eine große Eibenhecke, deren älteste Pflanzen aus dem 18. Jahrhundert stammen. In der Burg ist das Horn of Leys, ein mit Schnitzereien und Juwelenschmuck ornamentiertes Horn aus Elfenbein zu sehen. Es wurde Alexander de Burnard 1323 als Insigne seines Amts als königlicher Förster verliehen. | 1951                                     | 57° 3′ 42″ N, 2° 26′ 24″ W    | Beschreibung auf nts.org.uk Beschreibung bei Historic Environment Scotland Beschreibung des Gartens                                        |
| Crookston Castle                          | Crookston Castle ist eine Burgruine etwa acht Kilometer südwestlich des Stadtzentrums der schottischen Stadt Glasgow. Es liegt auf einem natürlichen Hügel und auf der Nordseite führt ein steiler Hang hinunter zum River Levern. Die Geschichte des Castle lässt sich bis ins 12. Jahrhundert zurückverfolgen, das heute erhaltene Steingebäude wurde um 1400 von den Stewarts of Darnley angelegt. Wie viele andere schottische Castles wechselte es mehrfach den Besitzer, bis es 1931 eines der ersten Gebäude im Besitz des NTS wurde. Das Castle wurde mehrfach literarisch erwähnt, in Werken von Robert Burns, William Motherwell, Robert Tannahill und Walter Scott kommt es vor. | 1931                                     | 55° 50′ 6″ N, 4° 7′ 21″ W     | National Trust For Scotland 2022 Guide, Kapitel "Guardianship Properties" Beschreibung bei Historic Environment Scotland                   |
| The Battle of Culloden                    | Am 16. April 1746 kam es im Culloden Moor zur Entscheidungsschlacht zwischen den Jakobiten und den königlichen Truppen. 2007 eröffnete dort ein Besucherzentrum, in dem man ein 360°-Panorama der Schlacht erleben und zeitgenössische Funde besichtigen kann. Auf dem Schlachtfeld liegt das Leanach Cottage, ein restauriertes mit Heidekraut gedecktes Gebäude, das damals typisch für diese Gegend war. |                                          | 57° 28′ 41″ N, 4° 5′ 45″ W    | Beschreibung auf nts.org.uk Beschreibung bei Historic Environment Scotland                                                                 |
| Culross Palace                            | Culross ist eine der wenigen schottischen Ortschaften, die weitestgehend authentisch in der Struktur eines typischen Burghs des 17. oder 18. Jahrhunderts erhalten geblieben sind. Dies liegt in der schlechten wirtschaftlichen Lage der Region in der Vergangenheit begründet, die nur wenige Neubauten erlaubte. Der NTS hat eine größere Zahl von Gebäuden übernommen, im Rahmen seines Programms Little Houses Improvement Schemes restauriert und anschließend wieder verkauft. Dieses Programm gewann den European Prize for the Preservation of Historic Monuments im Jahr 1976. | ab 1932                                  | 56° 3′ 20″ N, 3° 37′ 52″ W    | Beschreibung auf nts.org.uk Beschreibung bei Historic Environment Scotland                                                                 |
| Culzean Castle                            | Culzean Castle wurde ab 1777 von Robert Adam für David Kennedy, 10. Earl of Cassilis als L-Plan-Wehrbau entworfen. Im Inneren gibt es ein berühmtes ovales Treppenhaus, über welches die Geschosse erreichbar sind. Culzean Castle liegt direkt an einem Steilkliff und ist in einen 2 ha umfassenden Landschaftspark eingebettet. Das komplette Gelände ist rund 260 ha groß. Culzean Castle kann als Veranstaltungsort gemietet werden und ist speziell als Heiratsort beliebt. | 1945                                     | 55° 21′ 18″ N, 4° 47′ 20″ W   | Beschreibung auf nts.org.uk Beschreibung bei Historic Environment Scotland                                                                 |
| Dirleton Castle                           | Dirleton Castle ist eine Burgruine im Dorf Dirleton in East Lothian. Die Geschichte des Castle lässt sich bis ins 12. Jahrhundert zurückverfolgen, der erste Steinbau entstand im Auftrag der Familie de Vauxim im 13. Jahrhundert. Die Burg liegt auf einem kleinen Felssporn auf einer niedrigen Hügelkette und man konnte von dort aus die von Edinburgh entlang der Küste führende Handelsroute gut kontrollieren. Im Laufe der Jahrhunderte wechselte das Castle mehrfach den Besitzer, u. a. nutzten die Truppen Oliver Cromwells Dirleton Castle kurze Zeit als Lazarett. Die Form des Castles ist der Felsformation, auf dem es steht angepasst und es wurde bis ins 16. Jahrhundert stetig erweitert. Die neuesten Teile sind mehr als Repräsentationsbauten denn als Festung ausgeführt.                                                                                    |                                          | 56° 2′ 45″ N, 2° 46′ 41″ W    | Beschreibung bei National Trust For Scotland, 2022 Guide, Kapitel "Guardianship Properties" Beschreibung bei Historic Environment Scotland |
| Dollar Glen                               | Der Dollar Glen ist ein kleines Tal oberhalb der Stadt Dollar in den Ochil Hills. Am Ende des Tals liegt Castle Campbell und im Tal gibt es eine Reihe von kleinen Wasserfällen. Bedingt durch das feuchte Klima gibt es viele Moose und Flechten. So wurden rund 100 Moos- und 190 Flechtenarten identifiziert. |                                          | 56° 10′ 26″ N, 3° 40′ 25″ W   | Beschreibung auf nts.org.uk |
| Drum Castle                               | Die Geschichte Drum Castles lässt sich auf einen Bau des Baumeisters Richard Cementarius aus dem 13. Jahrhundert zurückverfolgen. Von 1325 bis zur Übernahme durch den NTS 1976 war es im Besitz des Clans Irvine. Die Burgbibliothek umfasst 4000 Bände. In den Gärten kann die Rosenkultivierung vom 17. bis 20. Jahrhundert besichtigt werden. Im Zuge archäologischer Untersuchungen wurden 2013 zwei zugemauerte Zimmer entdeckt. Man vermutet, dass Alexander Irvine sich nach der Schlacht bei Culloden dort mehrere Jahre versteckte. | 1964/1976                                | 57° 5′ 43″ N, 2° 20′ 17″ W    | Beschreibung auf nts.org.uk Beschreibung bei Historic Environment Scotland Beschreibung des Gartens                                        |
| Dunkeld                                   | Dunkeld ist eine Kleinstadt am Fluss Tay, deren Ursprung mindestens bis zum Jahr 600 zurückreicht, als dort ein Kloster eingerichtet wurde. Vermutlich reicht die Besiedlung jedoch bis zur Eisenzeit zurück. Von Dunkeld ging wahrscheinlich die Missionierung der lokalen Bevölkerung aus. Im späten 18. Jahrhundert existierte eine blühende Leinenindustrie mit vielen Heimwebern. Im Ortszentrum besitzt der NTS etwa 20 Häuser, die von ihm restauriert wurden. |                                          | 56° 34′ 5″ N, 3° 35′ 11″ W    | Beschreibung auf nts.org.uk |
| The Dunmore Pineapple                     | Der Dunmore Pineapple war ursprünglich ein Folly und liegt in einem etwa 6 ha großen Garten, der frei zugänglich ist. Der Dunmore Pinapple gehörte zu einem größeren Anwesen, das in den 1970ern teilweise abgerissen wurde. Der Pinapple wurde erhalten und renoviert. Heute enthält er Ferienwohnungen. Im Garten existiert eine Streuobstwiese mit Holzäpfeln, eine Wildapfelart, die in weiten Teilen Europas bedroht ist. Früher gab es hier ein großes gläsernes Pflanzenhaus, in dem exotische Früchte kultiviert wurden, daher auch die Ananasform des Turms. Heute ist der Garten ein Garten mit Wildblumen. | 1974                                     | 56° 4′ 37″ N, 3° 47′ 12″ W    | Beschreibung auf nts.org.uk Beschreibung bei Historic Environment Scotland Beschreibung des Gartens                                        |
| Fair Isle                                 | Fair Isle ist eine Insel, die ziemlich genau zwischen den Shetlands und den Orkneys liegt und seit der Bronzezeit besiedelt ist. Berühmt ist die Insel für ihre Pullover, die seit den 1920ern populär sind, als Edward Prince of Wales (später Edward VIII) solche Pullover trug. Eine weitere wichtige Einnahmequelle der Bevölkerung ist die Fischerei, Tourismus gibt es kaum. Fair Isle ist eine wichtige Station für viele Zugvögel, die hier in großer Zahl rasten und teilweise brüten. Mehr als 350 Arten von Vögeln wurden hier beobachtet. | 1954                                     | 59° 32′ 9″ N, 1° 37′ 59″ W    | Beschreibung auf nts.org.uk |
| Falkland Palace                           | Falkland Palace ist ein ehemaliges Jagdschloss der schottischen Könige in der Nähe des Dorfes Falkland. Das Anwesen gehört der britischen Krone, der NTS ist nur ein stellvertretender Verwalter. Maria Stuart lebte hier eine Zeit lang und spielte gerne Tennis; auf Falkland besteht der älteste bekannte Tennisplatz der Welt. Nach 1660 verfiel der Palast zusehends, bis ihn John Crichton-Stuart, 3. Marquess of Bute im 19. Jahrhundert restaurieren ließ. Der NTS führte diese Arbeiten fort, sodass Falkland Palace heute als herausragendes Beispiel schottischer Renaissancearchitektur gilt. | 1952                                     | 56° 15′ 16″ N, 3° 12′ 20″ W   | Beschreibung auf nts.org.uk Beschreibung bei Historic Environment Scotland Beschreibung des Gartens                                        |
| Falls of Glomach                          | Die Falls of Glomach sind mit einer Fallhöhe von 113 m die dritthöchsten Wasserfälle Großbritanniens. Sie liegen in Ross-shire rund 25 km östlich von Kyle of Lochalsh und sind nicht direkt mit dem Auto erreichbar. Der Zugang erfolgt über einen schwierigen, etwa 15 km langen Fußmarsch. 1993 wurde das Gebiet um den Wasserfall mit West Affric zusammengelegt. | 1944                                     | 57° 16′ 43″ N, 5° 17′ 20″ W   | Beschreibung auf nts.org.uk |
| Fyvie Castle                              | Fyvie Castle ist eine Burg in Aberdeenshire, nahe der Ortschaft Fyvie. Sie hat fünf Wohntürme, von denen man sagt, dass sie je einer Besitzerfamilie zuzuschreiben seien. Dies ist allerdings eine Legende. Heute beheimatet die Burg ein Museum und enthält eine Bibliothek, eine Gemäldegalerie, in der eine selbstspielende Orgel steht, alte Rüstungen und Wandteppiche. Im Garten kann man glasgedeckte Tennisplätze sehen. Fyvie Castle gilt im Volksmund als der am häufigsten von Gespenstern heimgesuchte Ort Großbritanniens. | 1984                                     | 57° 26′ 37″ N, 2° 23′ 41″ W   | Beschreibung auf nts.org.uk Beschreibung bei Historic Environment Scotland Beschreibung des Gartens                                        |
| Geilston Garden                           | Geilston Garden wurde vermutlich 1797 angelegt. Er ist ein Beispiel für einen Kombinationsgarten, der einen umfriedeten Ziergarten, einen Küchengarten sowie eine Waldfläche umfasst. Letztere dominiert ein rund 30 m hoher Riesenmammutbaum. Überlieferungen zufolge handelt es sich bei einer Kanone im Garten um ein Beutestück aus der Schlacht bei La Coruña. Das heutige Aussehen erhielt der Garten von Elizabeth Hendry und Margaret Bell im frühen 20. Jahrhundert. Der Garten ist der Öffentlichkeit zugänglich, Geilston House selbst nicht. | 1983                                     | 55° 58′ 8″ N, 4° 39′ 44″ W    | Beschreibung auf nts.org.uk Beschreibung des Gartens bei Historic Environment Scotland                                                     |
| Gladstone’s Land                          | Gladstone’s Land ist eines der ältesten erhaltenen Wohngebäude Edinburghs und liegt in dessen Zentrum in der Royal Mile. Der Ursprungsbau wurde 1550 errichtet, das heutige Gebäude entstand zwischen 1617 und 1620. Gladstone’s Land wurde zu dieser Zeit als Wohnhaus mit gewerblichem Erdgeschoss genutzt. In den 1930ern war das Gebäude heruntergekommen und sollte abgerissen werden. Der NTS übernahm es daraufhin und restaurierte es. Dabei wurden bemalte Decken aus der schottischen Renaissance freigelegt. 2020/21 erfolgte eine erneute Restaurierung und seit Mai 2021 ist es wieder der Öffentlichkeit zugänglich. In der ersten bis dritten Etage befindet sich ein Museum, das das Leben der Handwerker und Kaufleute in den letzten 500 Jahren zeigt. In den oberen Etagen wurden Ferienwohnungen eingerichtet während sich im Erdgeschoss eine Eisdiele befindet. | 1934                                     | 55° 56′ 59″ N, 3° 11′ 37″ W   | Beschreibung auf nts.org.uk Beschreibung bei Historic Environment Scotland                                                                 |
| Glen Coe                                  | Glen Coe ist ein Tal in den schottischen Highlands, das über die Jahrhunderte mehreren schottischen Clans gehörte, u. a. dem Clan MacDougall und dem Clan MacDonald, die im Laufe der Zeit Teile ihres Besitzes verkauften. 1935 wurden große Teile des Tals vom NTS gekauft, die größte Summe dafür brachte der englische Bergsteiger und Philanthrop Percy Unna auf, der im Gegenzug eine Reihe von Bedingungen stellte, hauptsächlich, dass „die wilde Natur des Landes geschützt und erhalten wird“. Das erste Besucherzentrum mitten im Tal wurde abgebaut, weil der NTS damit gegen diese Regeln verstieß. | 1935                                     | 56° 40′ 59″ N, 5° 6′ 9″ W     | Beschreibung auf nts.org.uk |
| Glenfinnan Monument                       | Das Glenfinnan Monument liegt am Ufer des Loch Shiel und wurde nach Plänen des Architekten James Gillespie Graham 1815 erbaut. Es soll den Platz markieren, an dem Charles Edward Stuart seine Standarte zu Beginn des zweiten Jakobiteraufstands gehisst haben soll. Das Monument kann bestiegen werden, allerdings ist die Ausstiegsluke an der Turmspitze nur 40 cm breit und Besucher müssen sich selbst an zwei Griffen hochziehen. In der Nähe des Monuments steht der Glenfinnan Viaduct, über den der Hogwarts Express in mehreren Harry-Potter-Filmen fuhr. | 1938                                     | 56° 52′ 9″ N, 5° 26′ 13″ W    | Beschreibung auf nts.org.uk Beschreibung bei Historic Environment Scotland                                                                 |
| Glenluce Abbey                            | Glenluce Abbey, Gäl. Abaid Ghlinn Lus) ist die Ruine einer Zisterzienserabtei und liegt 1,5 Kilometer nordwestlich von Glenluce in Galloway. Die Abbey wurde im Jahr 1192 gestiftet und war eine Tochtergründung von Kloster Dundrennan, einer Tochter von Kloster Rievaulx in Yorkshire, das wiederum ein Tochterkloster der Primarabtei Clairvaux war. Nach der schottischen Reformation von 1560 geriet das Kloster in Probleme und wurde wahrscheinlich 1602 aufgelöst und die Gebäude verfielen. |                                          | 54° 53′ 21″ N, 4° 49′ 53″ W   | Beschreibung bei National Trust For Scotland, 2022 Guide, Kapitel "Guardianship Properties" Beschreibung bei Historic Environment Scotland |
| The Georgian House                        | The Georgian House ist ein vom Architekten Robert Adam Ende des 18. Jahrhunderts entworfenes Stadthaus im New Town von Edinburgh. Nach einigen Besitzerwechseln wurde das Haus nach der Übernahme vom NTS restauriert, um ein typisches Wohngebäude des New Towns aus dem späten 18. Jahrhundert präsentieren zu können. Im Haus werden Möbel, Porzellan und weitere Gegenstände gezeigt, die den Lebensstil der höheren Gesellschaft dieser Zeit demonstrieren. | 1956                                     | 55° 57′ 10″ N, 3° 12′ 30″ W   | Beschreibung auf nts.org.uk Beschreibung bei Historic Environment Scotland                                                                 |
| Goat Fell                                 | Der Goat Fell ist der höchste Berg auf der Isle of Arran. Er kann über mehrere Routen bestiegen werden und bei guter Sicht kann man bis nach Irland und nach Norden bis zum Ben Lomond blicken. Die Sicht kann aber schnell so schlecht werden, dass man den Nachbarn kaum noch erkennt. Das Goat Fell Gelände hat eine Fläche von rund 2400 ha und enthält interessante Objekte aus Flora und Fauna, zum Beispiel das südlichste Vorkommen des Alpenschneehuhns im Vereinigten Königreich. |                                          | 55° 37′ 35″ N, 5° 11′ 31″ W   | Beschreibung auf nts.org.uk |
| Greenbank Garden                          | Greenbank Garden wurde in den 1760ern für den Tabak- und Sklavenhändler Robert Allason rund um sein Haus erstellt. Haus und Garten wechselten mehrfach den Besitzer, bis beide 1976 in die Obhut des NTS gelangten. Auf dem etwa einen Hektar großen Gelände gibt es umfriedete Gärten, aber auch parkähnliche Anlagen. In den Gärten wachsen insgesamt rund 3600 Arten und dort wird die nationale Sammlung der Bergenien geführt. | 1976                                     | 55° 46′ 55″ N, 4° 17′ 44″ W   | Beschreibung auf nts.org.uk Beschreibung bei Historic Environment Scotland                                                                 |
| Grey Mare’s Tail Nature Reserve           | Das Grey Mare’s Tail Nature Reserve ist nach dem Grey Mare’s Tail benannt, mit etwa 60 m einer der höchsten Wasserfälle Großbritanniens. In diesem Gebiet leben seltene Pflanzen und Tiere, wie Wanderfalken, Ringdrosseln und wilde Ziegen. Auf einer von Rangern geführten Tour kann man mit etwas Glück Fossilien finden. Man findet auch Spuren von eiszeitlicher Besiedlung der Gegend. |                                          | 55° 25′ 4″ N, 3° 17′ 15″ W    | Beschreibung auf nts.org.uk |
| Haddo House                               | Haddo House ist ein Landhaus rund 30 km nördlich von Aberdeen. Es gehörte lange Zeit dem Clan der Gordons, die es 1974 samt dem Park dem NTS übereigneten. Der NTS führte Haddo House als Museum weiter, auch weil es bereits eine umfangreiche Sammlung enthielt und die Räume entsprechend ausgestattet waren. Die Sammlung enthält unter anderem 85 Gemälde von Schlössern und Burgen im Aberdeenshire die der viktorianische Maler James Giles geschaffen hat. Die Gärten wurden von Historic Environment Scotland in ihr Verzeichnis aufgenommen, das Gebäude in die Kategorie A der historisch wertvollen Bauten. | 1974                                     | 57° 24′ 18″ N, 2° 13′ 14″ W   | Beschreibung auf nts.org.uk Beschreibung bei Historic Environment Scotland Beschreibung des Gartens                                        |
| Harmony Garden                            | Harmony Garden ist der Garten der Harmony Hall, einer viktorianischen Villa, in Melrose, Scottish Borders, die 1807 erbaut wurde. Der eingefriedete Garten liegt mitten im Ort und hat eine Fläche von 3,5 Acres (etwa 14.000 m²). Er ist in verschiedene Bereiche eingeteilt, Blumen, Gemüse und eine große Fläche mit einem englischen Rasen, auf dem jährlich das Borders Book Festival stattfindet. Im Haus kann man Ferienwohnungen mieten. | 1996                                     | 55° 36′ 0″ N, 2° 43′ 13″ W    | Beschreibung auf nts.org.uk Beschreibung bei Historic Environment Scotland                                                                 |
| The Hermitage                             | Angelegt im 18. Jahrhundert von den Dukes of Atholl war The Hermitage als Vergnügungspark gedacht. Auf dem Gelände steht ein Folly und Ossian’s Hall, von der aus man einen guten Blick auf die tosenden Black Linn Falls hat. Bei der Anlage des Parks wurden Douglasien gepflanzt, die sich im Laufe der Zeit zu wahren Giganten entwickelt haben. Durch den Park führen Wege, auf denen man auch an den Ufern des Braan flanieren kann. | 1943                                     | 56° 33′ 27″ N, 3° 36′ 53″ W   | Beschreibung auf nts.org.uk Beschreibung bei Historic Environment Scotland                                                                 |
| The Hill House                            | The Hill House ist ein vom Architekten Charles Rennie Mackintosh entworfenes Wohnhaus in Helensburgh. Die verwendeten Materialien in Kombination mit der exponierten Lage, um eine möglichst gute Aussicht auf den Firth of Clyde zu bieten, konnten den heftigen Wetterbedingungen auf Dauer nicht standhalten, sodass sich das Gebäude in einem sanierungsbedürftigen Zustand befindet. Die Sanierung ist auf mindestens zehn Jahre angesetzt und um das Haus wurde ein Gerüst gebaut, die Hill House Box, um einen einfachen Zugang zu haben. Während der Sanierung kann das Haus weiter besichtigt werden. | 1982                                     | 56° 1′ 2″ N, 4° 43′ 42″ W     | Beschreibung auf nts.org.uk Beschreibung bei Historic Environment Scotland                                                                 |
| Hill of Tarvit House                      | Das Hill of Tarvit House ist ein Herrenhaus mit einem Garten von etwa 16 ha Fläche auf einem Gesamtareal von rund 1,1 km² (Wald, Heide, Ackerland und Landschaftspark). Im Jahr 1904 ließ der neue Eigentümer Frederick Sharp den bisherigen Bau aus dem 17. Jahrhundert vom Architekten Robert Lorimer in ein modernes Haus umgestalten, um dort seine Sammlungen von Kunstwerken, Porzellan und anderen Gegenständen ansprechend präsentieren zu können. Auch der Garten wurde von Lorimer neu gestaltet. | 1949                                     | 56° 17′ 43″ N, 3° 0′ 18″ W    | Beschreibung auf nts.org.uk Beschreibung bei Historic Environment Scotland Beschreibung des Gartens                                        |
| Holmwood House                            | Holmwood House ist eine Villa im Süden von Glasgow, die Mitte des 19. Jahrhunderts vom Architekten Alexander Thomson im Greek-Revival-Stil entworfen wurde. Nach mehreren Besitzerwechseln kam das Gebäude an die Missionsschwestern Unserer Lieben Frau, die die meisten Wandmalereien überstrichen und einige Nebengebäude abreißen ließen. In den 1990ern sollte das Gebäude erneut verkauft werden und es bestand die Gefahr des Abrisses, um das Gelände anderweitig nutzen zu können. Durch einen Zuschuss von 1,5 Millionen £ vom National Heritage Memorial Fund konnte der NTS das Gebäude erwerben. Die Renovierung und Wiederinstandsetzung dauern an. | 1994                                     | 55° 48′ 35″ N, 4° 15′ 33″ W   | Beschreibung auf nts.org.uk Beschreibung bei Historic Environment Scotland                                                                 |
| House of Dun                              | House of Dun ist ein 1743 erbautes Landhaus, das ein im 14. Jahrhundert erbautes Turmhaus ersetzte. Die Erskine-Familie lebte hier von 1375 bis 1980, bis sie das Haus dem NTS übereignete. Der Garten gruppiert sich um eine rosenumrankte Laube und enthält eine große Zahl von Blumenbeeten mit zahlreichen Blumen, die vom Frühling bis zum Herbst blühen. Am Haus steht eine Reihe von Riesenmammutbäumen, die vor über 160 Jahren dort gepflanzt wurden – mit die ältesten ihrer Art im Vereinigten Königreich | 1980                                     | 56° 43′ 46″ N, 2° 32′ 27″ W   | Beschreibung auf nts.org.uk Beschreibung bei Historic Environment Scotland Beschreibung des Gartens                                        |
| House of the Binns                        | Das House of the Binns ist ein Herrenhaus mit einem grob U-förmigen Grundriss nahe Blackness in West Lothian. Das Haus beherbergt eine umfangreiche Sammlung von Familienportraits, Möbeln und Porzellanfiguren. Die Holzwände sind mit Malereien der Scottish Renaissance dekoriert und gehen auf die früheste Zeit des Hauses zurück. Das Pflaster vor dem House stammt aus dem Jahr 1633 und wurde für den Besuch von King Charles I. verlegt. An der höchsten Stelle des Parks steht ein markanter Folly. | 1944                                     | 55° 59′ 27″ N, 3° 31′ 23″ W   | Beschreibung auf nts.org.uk Beschreibung bei Historic Environment Scotland                                                                 |
| Hugh Miller’s Birthplace Cottage & Museum | Miller House ist das Geburtshaus des schottischen Geologen Hugh Miller in Cromarty. Im Haus und im nebenan liegenden Hugh Miller’s Cottage ist das das Hugh Miller’s Birthplace & Museum eingerichtet. Neben biographischen Dingen befinden sich dort Sammlungen von Fossilien und Manuskripten Millers. |                                          | 57° 40′ 48″ N, 4° 1′ 50″ W    | Beschreibung auf nts.org.uk Beschreibung bei Historic Environment Scotland                                                                 |
| Inveresk Lodge                            | Inveresk Lodge ist eine Villa in Inveresk in East Lothian. Das Gebäude ist nicht für das Publikum zugänglich, der Park ist öffentlich. Der Garten wird 1781 zum ersten Mal erwähnt und ist gegenwärtig in eine Serie von 'Gartenräumen' gegliedert, die verschiedene Themen abdecken. Einige dieser Themengärten wurden von der Royal Horticultural Society mit einem „Award of Garden Merit“ ausgezeichnet. | 1958                                     | 55° 56′ 7″ N, 3° 2′ 39″ W     | Beschreibung auf nts.org.uk Beschreibung bei Historic Environment Scotland Beschreibung des Gartens                                        |
| Inverewe Garden                           | Inverewe Garden ist dank des wärmenden Golfstroms einer der nördlichst gelegenen botanischen Gärten der Welt. Er wurde 1862 vom Schotten Osgood Mackenzie angelegt, der eine karge Halbinsel geerbt hatte und beweisen wollte, dass dort ein blühender Garten entstehen kann. Heute beherbergt der Garten eine große Zahl Pflanzen, die sonst nur weiter südlich gedeihen, unter anderem die nördlichsten freiwachsenden Palmen und viele Rhododendrenarten. | 1953                                     | 57° 46′ 32″ N, 5° 35′ 48″ W   | Beschreibung auf nts.org.uk Beschreibung bei Historic Environment Scotland                                                                 |
| Iona                                      | Iona ist eine Insel der Inneren Hebriden und war lange Zeit ein wichtiges geistiges Zentrum Schottlands. Im Jahr 563 gründete der Mönch Columban mit einige Gefährten ein Kloster, von dem aus die Missionierung Schottlands und Nordenglands stattfand. Einige Historiker glauben, dass das Book of Kells hier entstanden ist. Hier wurden viele norwegische und schottische Könige begraben, der letzte war Macbeth, dem Shakespeare ein Drama widmete. Seit Columbans Zeiten wurde das Kloster mehrfach zerstört, aber immer wieder aufgebaut. | 1980                                     | 56° 20′ 12″ N, 6° 24′ 17″ W   | Beschreibung auf nts.org.uk |
| J. M. Barries Birthplace                  | Im Haus J. M. Barries Birthplace wurde der Schöpfer der Figur Peter Pan geboren. Es ist ein einfaches Weberhaus, in dem Barries mit seinen Eltern und neun Geschwistern lebte. Das Waschhaus im Hinterhof wurde zu seinem ersten Theater, als er mit sieben Jahren sein erstes Stück aufführte. Heute ist das Haus ein Museum, das viele Gegenstände aus Barries Leben zeigt. Der Garten wurde in einen Dschungelpark verwandelt, in dem eine Skulptur von TickTock, dem Krokodil aus Peter Pan zu sehen ist. |                                          | 56° 40′ 27″ N, 3° 0′ 6″ W     | Beschreibung auf nts.org.uk Beschreibung bei Historic Environment Scotland                                                                 |
| Kellie Castle                             | Kellie Castle ist eine Schlossburg in Fife. Sie wird 1150 erstmals urkundlich erwähnt. Das Schloss beherbergt eine Bibliothek mit einer der ältesten bekannten Stuckdecken in Schottland. In den ehemaligen Ställen gibt es eine Ausstellung über das Leben und Werk des Bildhauers Hew Lorimer inklusive seines Ateliers. Der Garten hat eine Fläche von rund 6,5 ha und wurde schon 1970, zum Zeitpunkt der Übernahme des NTS biologisch betrieben. Im Kaminzimmer kann man ein wieder freigelegtes Wandbild von Phoebe Anna Traquair sehen, das in den 1940ern von der damaligen Besitzerin Mary Lorimer, die es nicht mochte, überstrichen wurde. | 1970                                     | 56° 14′ 14″ N, 2° 46′ 33″ W   | Beschreibung auf nts.org.uk Beschreibung bei Historic Environment Scotland Beschreibung des Gartens                                        |
| Killiecrankie                             | Bei Killiecrankie fand 1689 während des Jakobitenaufstands eine Schlacht statt, die Donald McBane verlor und an The Soldier’s Leap bei der Flucht den Fluss Garry überquerte. Im Besucherzentrum kann man sich über die Schlacht informieren. Das Gebiet ist auch bekannt für seine Pilzflora, es kommen einige seltene Pilze vor. Bekannt ist Killiecrankie auch, weil in der Nähe im Jahr 1680 der letzte Wolf Großbritanniens getötet wurde. |                                          | 56° 44′ 34″ N, 3° 46′ 44″ W   | Beschreibung auf nts.org.uk |
| Kintail                                   | Kintail ist eine Region in den Highlands. Die Fläche des geschützten Gebiets beträgt knapp 75 km². Das Gebiet umfasst auch die Falls of Glomach, ein auch vom NTS verwaltetes Objekt. Das Gebiet wird durch eine Bergformation aus fünf Gipfeln geprägt, das auch Die fünf Schwestern genannt wird. Drei dieser Gipfel sind über 914 m (3000 Fuß) hoch und damit sogenannte Munros. Daran anschließend sind zwei weitere Munros, die Brüder von Kintail. Diese Gruppierung ist bei Wanderern und Munro-Baggern beliebt, weil in einer Tour fünf Munros bestiegen werden können. | 1944                                     | 57° 12′ 23″ N, 5° 21′ 8″ W    | Beschreibung auf nts.org.uk |
| Leith Hall                                | Leith Hall ist ein Herrenhaus bei Kennethmont im Aberdeenshire. Es war seit dem 13. Jahrhundert im Besitz der Familie Leith, bis es 1945 dem NTS übereignet wurde. Der erste Bau wurde um 1650 abgetragen und das anschließende Gebäude ist heute noch im Nordflügel integriert. Der umfriedete Garten ist vom Hauptgebäude getrennt und in zwei Bereiche geteilt, einen Nutz- und einen Ziergarten. Um das Haus liegt ein weitläufiges Gelände, das als Park und Wald genutzt wird. Der Wald ist teilweise Nutzwald und teilweise eine Baumsammlung sommergrüner Bäume. | 1945                                     | 57° 21′ 23″ N, 2° 45′ 54″ W   | Beschreibung auf nts.org.uk Beschreibung bei Historic Environment Scotland Beschreibung des Gartens                                        |
| Linn of Tummel                            | Linn of Tummel ist eine knapp 20 ha große Waldlandschaft am Zusammenfluss der Flüsse Garry und Tummel in der Nähe von Pitlochry im Perthshire und grenzt an die Killiecrankie Property. Die Bezeichnung Linn stammt aus dem Gälischen und bedeutet „tiefes Becken“ und bezog sich auf die Wasserfälle des Tummels, die aber im Stausee Loch Faskally verschwanden. Das Gelände ist durch mehrere Wanderwege erschlossen, eine Sehenswürdigkeit ist ein Obelisk, der an den Besuch von Queen Viktoria erinnert. | 1944                                     | 56° 43′ 8″ N, 3° 47′ 2″ W     | Beschreibung auf nts.org.uk |
| Macquarrie-Mausoleum                      | Das Macquarrie-Mausoleum ist ein Mausoleum auf der schottischen Hebrideninsel Mull und befindet sich etwa 600 m nordwestlich von Gruline House. In dem Mausoleum wurden Lachlan Macquarie, der 1824 verstorbenen ehemaligen Gouverneurs von New South Wales, der auf der Nachbarinsel Ulva geboren wurde, und seine zweiten Ehefrau Elizabeth bestattet. Das Anwesen gehört zwar seit 1963 dem National Trust of Australia, wird aber in Vertretung vom National Trust for Scotland verwaltet. | (1963)                                   | 56° 29′ 12″ N, 5° 58′ 56″ W   | Beschreibung auf nts.org.uk (Little Gems, Nr. 11) Beschreibung bei Historic Environment Scotland                                           |
| Malleny Garden                            | Malleny Garden liegt in der Peripherie von Edinburgh und ist Teil der Gärten von Malleny House, das nicht für die Öffentlichkeit zugänglich ist. Der umfriedete Garten hat eine Fläche von rund 1,2 ha und ist von etwa 3,5 ha Wald umgeben. Der Garten beherbergte bis ins Jahr 2000 die Scotland’s National Bonsai Collection, die dann nach Binny plants bei Ecclesmachan umzog. Den Garten betritt man durch ein schmiedeeisernes Tor und trifft dort auf die vier Evangelisten, große beschnittene Eibenbäume. Im Garten finden sich viele farbige, duftende Blumen und Sträucher, für die er berühmt ist. | 1968                                     | 55° 53′ 6″ N, 3° 20′ 12″ W    | Beschreibung auf nts.org.uk Beschreibung bei Historic Environment Scotland Beschreibung des Gartens                                        |
| Mar Lodge Estate                          | Mar Lodge Estate ist ein knapp 300 km² großes Gebiet inmitten des Cairngorms-Nationalparks im westlichen Aberdeenshire. Mar Lodge wurde nach einem Brand zu einem Sporthotel mit Ferienwohnungen wieder aufgebaut. Das Estate wird vom NTS nach Jahrhunderte dauernder Abholzung wieder aufgeforstet und Flora und Fauna sollen sich wieder unberührt entwickeln. Neben der Wiederaufforstung ist man trotzdem bemüht, die Population des Rotwildes zu regulieren, um dem Wald eine Chance zu erhalten. Auf dem Areal befinden sich 15 Munros, die über Wanderwege begangen werden können. | 1995                                     | 56° 59′ 38″ N, 3° 29′ 19″ W   | Beschreibung auf nts.org.uk Beschreibung bei Historic Environment Scotland                                                                 |
| Mingulay, Berneray, Pabbay                | Mingulay, Berneray und Pabbay sind drei Inseln der äußeren Hebriden. Berneray und Pabbay nördlich, Mingulay südlich von Uist. Sie sind bekannt für ihre nun streng geschützte Vogelwelt, darunter Papageientaucher, Dreizehenmöwen und Tordalks, aber auch andere Seevögel. Die Inseln beherbergen auch Kolonien von Seehunden und Kegelrobben. Berneray ist als einzige der drei Inseln bewohnt und über eine Brücke mit Uist verbunden. Auf Pabbay gibt es einen der beiden piktischen Symbolsteine der äußeren Hebriden zu bewundern. | 2000                                     | 56° 48′ 30″ N, 7° 38′ 28″ W   | Beschreibung auf nts.org.uk |
| Moirlanich Longhouse                      | Das Moirlanich Longhouse ist ein für Stirling übliches Wohngebäude der ländlichen Bevölkerung im 19. Jahrhundert. Es liegt nahe der schottischen Ortschaft Killin. Es war ein Mehrgenerationenhaus in dem neben den Wohnungen der Menschen auch die Stallungen der Tiere und gegebenenfalls Werkstätten untergebracht waren. Das Gebäude wurde bis zum Ende der 1960er bewohnt und später vom NTS übernommen und renoviert. Heute ist es ein Museum, in dem das Leben der ländlichen Bevölkerung der Gegend präsentiert wird. | 1992                                     | 56° 28′ 39″ N, 4° 20′ 10″ W   | Beschreibung auf nts.org.uk Beschreibung bei Historic Environment Scotland                                                                 |
| National Museum of Rural Life             | Das National Museum of Rural Life ist eines der Nationalmuseen Schottlands. Es ist auf der Wester Kittochside Farm angesiedelt und soll das bäuerliche Leben über die Jahrhunderte dokumentieren. Auf einem Gelände von 69 ha sind verschiedene Themen aufbereitet. Neben bäuerlichen Werkzeugen sind auch bäuerliche Kunstgegenstände ausgestellt, unter anderem eine Schmuckdosenkollektion. | 2001                                     | 55° 46′ 32″ N, 4° 13′ 17″ W   | Beschreibung auf nts.org.uk |
| Newhailes House                           | Newhailes House ist ein Herrenhaus nahe der Stadt Musselburgh in East Lothian, vom Haus hat man einen grandiosen Blick über den Forth zur Grafschaft Fife. 1698 entwarf der Architekt James Smith das Haus als seinen Wohnsitz, nach einigen Besitzerwechseln wurde es 1997 von Lady Antonia Dalrymple dem NTS übergeben. Auch wenn das Haus der Öffentlichkeit durch geführte Touren zugänglich ist, wurde es noch nicht komplett renoviert. Im Haus befindet sich eine kleine Sammlung von Gemälden, hauptsächlich Familienportraits. Das Gelände dehnt sich bis zum Forth aus und ist durch Wege erschlossen. | 1997                                     | 55° 56′ 28″ N, 3° 4′ 45″ W    | Beschreibung auf nts.org.uk Beschreibung bei Historic Environment Scotland Beschreibung des Gartens                                        |
| Pitmedden House                           | Pitmedden House ist ein Herrenhaus in Pitmedden in Aberdeenshire, das von einem 2,5 ha großen parkähnlichen umfriedeten Garten umgeben ist. Die obere Terrasse wird seit 2021 als Wildblumenwiese angelegt, nur die bisher dort stehenden beschnittenen Eiben bleiben erhalten. Der Rest des Gartens bleibt im Stile eines französischen Gartens erhalten wie es Alexander Seton zum Ende des 17. Jahrhunderts entworfen hat. In den ehemaligen Stallungen wurde ein Museum eröffnet, das die Geschichte des Landlebens der Gegend dokumentiert. | 1952                                     | 57° 20′ 35″ N, 2° 11′ 37″ W   | Beschreibung auf nts.org.uk Beschreibung bei Historic Environment Scotland Beschreibung des Gartens                                        |
| Pollok House                              | Pollock House befindet sich südlich von Glasgow im nach ihm benannte Pollok Country Park. Hier wurde 1931 der National Trust for Scotland gegründet. Pollok House beherbergt die von Sir William Stirling Maxwell angelegte Sammlung spanischer Gemälde von El Greco, Goya, Murillo und Bildern habsburgischer Herrscher. Im Untergeschoss kann man die Gänge besichtigen, in denen das Dienstpersonal, ungesehen von der Herrschaft, ihre Arbeit verrichtete. Auch auf dem Gelände befindet sich die Burrell Collection, eine Sammlung von rund 8500 Kunstwerken. | nach 1966                                | 55° 49′ 41″ N, 4° 19′ 6″ W    | Beschreibung auf nts.org.uk Beschreibung bei Historic Environment Scotland Beschreibung des Gartens                                        |
| Preston Mill                              | Preston Mill ist eine Wassermühle in Preston, East Lothian. Sie wurde bis 1959 betrieben und war die letzte kommerzielle Wassermühle der Gegend. Heute wird die Mühle für die Besucher betrieben. Die erste Mühle lässt sich für das 16. Jahrhundert nachweisen, das heutige Gebäude stammt aus dem 18. Jahrhundert, die technische Ausstattung wurde bis zur Stilllegung regelmäßig modernisiert. Die niederländisch ausgerichtete Architektur ist für Schottland Kuriosität. Auf dem Gelände befindet sich ein aus dem 16. Jahrhundert stammender Taubenturm, der etwa 500 Tauben ein Heim bietet. | 1950                                     | 55° 59′ 33″ N, 2° 39′ 4″ W    | Beschreibung auf nts.org.uk Beschreibung bei Historic Environment Scotland                                                                 |
| Preston Tower                             | Der Preston Tower ist ein Tower House in Prestonpans in East Lothian. Er wurde Mitte des 15. Jahrhunderts als Sitz der Prestonlinie des Clans Hamilton erbaut, im Verlauf des Rough Wooing zerstört wurde er wieder aufgebaut, während der Kriege der Drei Königreiche erneut zerstört und erneut aufgebaut. Nach einem Brand 1663 wurde das Gebäude schließlich aufgegeben. Der Turm ist vierstöckig mit einem L-förmigen Grundriss. Die Mauern sind bis 2 m dick, die ursprüngliche Höhe beträgt 20,4 m, auf die 1626 eine zweigeschossige, 6,4 m hohe Erweiterung aufgesetzt wurde. |                                          | 55° 57′ 20″ N, 2° 58′ 41″ W   | Beschreibung bei National Trust For Scotland, 2022 Guide, Kapitel "Guardianship Properties" Beschreibung bei Historic Environment Scotland |
| Priorwood Garden                          | Priorwood Garden befindet sich in den Scottish Borders in Melrose. Der Garten hat einen Bereich für Trockenblumen und eine Sammlung von rund 90 Apfelsorten, davon 70 teilweise seltene und ausgefallene, aber auch anderes Obst kann man dort bewundern, wie Pflaumen, Pfirsiche, Maulbeeren und Birnen. Besucher können im Obstgarten ihr Picknick abhalten. |                                          | 55° 35′ 53″ N, 2° 43′ 10″ W   | Beschreibung auf nts.org.uk Beschreibung bei Historic Environment Scotland                                                                 |
| Provan Hall                               | Provan Hall ist ein Herrenhaus Glasgow. Sie wurde im späten 15. oder frühen 16. Jahrhundert erbaut. 1667 wurde sie von der Stadt Glasgow gekauft und renoviert. 1767 wurde sie von einer Familie Buchanan gekauft, die sie bis zur Übernahme durch den National Trust for Scotland besaß. In den Jahren 1980 und 2005 wurden Renovierungsarbeiten vorgenommen. Provan Hall besteht aus zwei separaten Gebäuden, die über eine Blendmauer miteinander verbunden sind. Die schlichten Gebäude weisen verschiedene Details der Renaissance-Architektur auf. Die Fassaden des zweistöckigen südlichen Gebäudes sind mit Harl verputzt. | 1938                                     | 55° 52′ 18″ N, 4° 7′ 52″ W    | Beschreibung bei National Trust For Scotland, 2022 Guide, Kapitel "Guardianship Properties" Beschreibung bei Historic Environment Scotland |
| Provost Ross’s House                      | Provost Ross’s House ist ein Stadthaus in Aberdeen, wurde 1594 erbaut und ist das zweitälteste erhaltene Gebäude der Stadt. Es wurde 1971 in die höchste Kategorie A der Denkmalschutzliste von Historic Environment Scotland aufgenommen. 1954 wurde es komplett renoviert, nachdem es über die Jahre mehr und mehr zerfallen war. Heute enthält es einen Teil des Aberdeen Maritime Museum. | 1954                                     | 57° 8′ 48,3″ N, 2° 5′ 42,1″ W | National Trust For Scotland 2022 Guide, Kapitel "Guardianship Properties" Beschreibung bei Historic Environment Scotland                   |
| Robert Burns Birthplace Museum            | Robert Burns Birthplace Museum oder kurz Burns Cottage ist das Geburtshaus des Dichters Robert Burns und liegt in Alloway, South Ayrshire. Hier erblickte Burns 1759 das Licht der Welt und verbrachte seine Jugend. Das Gebäude ist ein einfaches reetgedecktes Cottage mit angebauter Scheune und Stallungen. Als das Interesse an Burns und damit auch das Interesse an seinen Geburtsort im 19. Jahrhundert immer größer wurde, wandelte man das Gebäude in eine Gastwirtschaft um. Später, als man ein Museum dort einrichtete, wurde versucht, den ursprünglichen Zustand möglichst originalgetreu wiederherzustellen. |                                          | 55° 25′ 59″ N, 4° 38′ 0″ W    | Beschreibung auf nts.org.uk Beschreibung bei Historic Environment Scotland                                                                 |
| Robert Smail’s Printing Works             | Die Robert Smail’s Printing Works sind eine voll funktionsfähige Druckerwerkstatt in Innerleithen, Scottish Borders, die älteste ihrer Art im Vereinigten Königreich. Auch wenn die Druckerei vornehmlich ein Museum ist, führt sie auch kommerzielle Aufträge aus. Die Druckerei wurde 1866 gegründet und hat den technischen Stand einer Druckerei von etwa 1900. Hier kann man selber am Setzkasten aus vielen Drucktypen ein Druckwerk zusammenstellen und drucken lassen, oder sehen, wie Briefköpfe, Visitenkarten oder Zeitungen in vordigitalen Zeiten entstanden. | 1986                                     | 55° 37′ 11″ N, 3° 3′ 43″ W    | Beschreibung auf nts.org.uk Beschreibung bei Historic Environment Scotland                                                                 |
| Rockcliffe                                | Rockcliffe ist ein kleiner Küstenort in Kirkcudbrightshire, Dumfries and Galloway. Der NTS verwaltet einen Teil der örtlichen Gebäude und Teile der umliegenden Küste als Naturreservat. Dort liegt auch Mote of Mark, eine frühmittelalterliche Wallburg, die um das Jahr 600 entstand und von der man einen weiten Blick über die Landschaft werfen kann. Rough Island ist eine unbewohnte, etwa 6 ha große Insel, die ein wichtiges Vogelreservat ist. Man kann sie bei Ebbe über einen Damm erreichen, sollte dies aber in den Brutzeiten vermeiden. Die vom NTS verwalteten Gebiete sind Teil der East Stewartry Coast National Scenic Area, einer National Scenic Area. |                                          | 54° 51′ 59″ N, 3° 47′ 53″ W   | Beschreibung auf nts.org.uk |
| Scotstarvit Tower                         | Scotstarvit Tower ist ein Tower House 3 km südlich von Cupar in der Grafschaft Fife südlich des Flusses Eden. Der Turm ist sechsstöckige mit L-förmigem Grundriss und wurde im dritten Viertel des 16. Jahrhunderts von der Familie Inglis errichtet. 1611 kaufte ihn Sir John Scot, Autor der Satire The Staggering State of the Scots' Statesmen. Er ließ den Turm in den 1620er-Jahren umbauen. Später fiel der Scotstarvit Tower an die Familie Wemyss die ihn 1948 an den National Trust übereignete, unterhalten wird er von Historic Scotland. | 1948                                     | 56° 17′ 23″ N, 3° 1′ 8″ W     | Beschreibung bei National Trust For Scotland, 2022 Guide, Kapitel "Guardianship Properties" Beschreibung bei Historic Environment Scotland |
| Souter Johnnie’s Cottage                  | Souter Johnnie’s Cottage ist das Wohnhaus des Schusters John Davidson, dem Robert Burns in seinem Gedicht Tom o’ Shanter ein Denkmal setzte. Das Gebäude ist ein einfaches, traditionelles, reetgedecktes Cottage, das 1785 erbaut wurde. Heute ist es ein Museum mit wechselnden Ausstellungen lokaler Künstler und einem Laden. |                                          | 55° 19′ 47″ N, 4° 46′ 38″ W   | Beschreibung auf nts.org.uk Beschreibung bei Historic Environment Scotland                                                                 |
| St Abb’s Head National Nature Reserve     | St Abb’s Head National Nature Reserve ist ein National Nature Reserve der Kategorie IV Es gibt eine Kolonie mit mehreren Zehntausend Trottellummen und Tordalken, die auf Brandungspfeilern brüten. Möwen, Sturmvögel und Papageientaucher brüten auf den Küstenkliffs. Die Klippen sind auch eine artenreiche Wiese für Magervegetation. Um die Vögel so wenig wie möglich zu stören ist ein Betreten des Kaps nur auf einem Weg möglich. Es werden auch von Rangern geführte Touren angeboten. | In mehreren Abschnitten 1980, 1984, 1990 | 55° 54′ 59″ N, 2° 8′ 28″ W    | Beschreibung auf nts.org.uk Beschreibung bei Historic Environment Scotland                                                                 |
| St. Kilda                                 | Das Leben auf St. Kilda war so hart, dass die Bewohner 1930 aufgaben dort zu leben. Heute leben dort dafür etwa eine Million Seevögel, unter anderem die größte Kolonie von Papageitauchern im Vereinigten Königreich. Durch seine isolierte Lage hat sich die Flora und Fauna in eine eigene Richtung entwickelt, so gibt es hier die St.-Kilda-Feldmaus, die im Durchschnitt doppelt so groß wird wie Feldmäuse auf dem Festland. St. Kilda ist der einzige Standort im Vereinigten Königreich, der zweifach als UNESCO-Welterbe eingetragen ist, als Kulturerbe und als Naturerbe. | 1956                                     | 57° 48′ 51″ N, 8° 35′ 6″ W    | Beschreibung auf nts.org.uk |
| Staffa                                    | William Turner war hier, Felix Mendelssohn Bartholdy und Theodor Fontane auch. Alle waren von dieser gewaltigen Insel im höchsten Maße beeindruckt. Ein majestätischer Basaltbrocken aus zumeist hexagonalen Säulen. Die riesige Fingal’s Cave inspirierte Mendelson zu seiner Hebriden-Ouvertüre und ließ Turner in Farben schwelgen. Die Insel ist ein bedeutendes Vogelrevier, speziell für Papageientaucher. Die Insel ist seit 2001 ein National Nature Reserve und in der Kategorie II eingestuft, was einem Nationalpark entspricht. | 1986                                     | 56° 26′ 10″ N, 6° 20′ 31″ W   | Beschreibung auf nts.org.uk |
| Strome Castle                             | Strome Castle ist die Ruine einer Niederungsburg am Ufern des Loch Carron in der Nähe von Lochcarron auf einer Landzunge zwischen Loch Carron und Loch Kishorn in den schottischen Highlands. Von der Burg hat man einen guten Blick auf die Insel Skye. Erbaut im 14. Jahrhundert wechselte sie einige Male den Besitzer, bevor sie 1602 von den Truppen von Kenneth Mackenzie nach der Eroberung gesprengt wurde. Nach dieser Zerstörung wurde die Burg nicht mehr wiedererbaut, die MacDonalds of Glengarry erbauten stattihrer die Burg Invergarry Castle als ihren Familiensitz. Von der ursprünglichen Burg sind nur noch Reste der Halle und des Turmes zu erkennen. |                                          | 57° 21′ 33″ N, 5° 33′ 18″ W   | Beschreibung auf nts.org.uk (Little Gems (Nr. 14) Beschreibung bei Historic Environment Scotland                                           |
| The Tenement House                        | Von außen und auf den ersten Blick scheint Tenement House ein völlig durchschnittliches Mietshaus vom Ende des 19. Jahrhunderts zu sein. Tritt man aber ein, erkennt man, dass hier die Zeit stehen geblieben ist. Das in Glasgow im Bezirk Garnethill liegende Haus ist eine Zeitkapsel, denn die Einrichtung und Alltagsgegenstände, die die Stenotypistin Agnes Toward in ihrem Leben ansammelte sind hier ausgestellt. Sie lebte hier von 1911 bis 1965 und sammelte bewusst Dinge des täglichen Lebens, um sie der Nachwelt zu erhalten. So kann man einen Eindruck gewinnen, wie sich das Leben in Glasgow zu Beginn des 20. Jahrhunderts abspielte. | 1982                                     | 55° 52′ 6″ N, 4° 16′ 6″ W     | Beschreibung auf nts.org.uk Beschreibung bei Historic Environment Scotland                                                                 |
| Thomas Carlyle's Birthplace               | In diesem Haus wurde der Essayist und Historiker Thomas Carlyle 1795 geboren. Das Gebäude befindet sich in Ecclefechan in Dumfriesshire. Es wurde von Carlyles Vater und Onkel erbaut die beide Steinmetze waren und ist ein Beispiel für ein ortstypisches Wohnhaus des 18. Jahrhunderts. Der Zustand und die Inneneinrichtung des Hauses wurden in dem Zustand belassen, den sie um 1880 hatten. Um diese Zeit wurde das Gebäude der Öffentlichkeit zugänglich. |                                          | 55° 3′ 33″ N, 3° 15′ 51″ W    | Beschreibung auf nts.org.uk Beschreibung bei Historic Environment Scotland                                                                 |
| Threave Castle                            | Threave Castle liegt auf einer etwa acht Hektar großen Insel im Fluss Dee, etwa 2 km westlich der Gemeinde Castle Douglas in Dumfries and Galloway. Das Wort tref bedeutet im Altwalisischen „Heimstatt“. Die Burg wurde um 1370 errichtet, und war der Stammsitz Douglas. 1447 wurde das Castle grundlegend umgebaut. Nach einem fehlgeschlagenen Aufstand gegen Jakob II. wurde Threave Castle von ihm konfisziert und 1473 seiner Frau geschenkt, die es jedoch nie nutzte. 1640 wurde das Castle zerstört und ist seitdem unbewohnt. |                                          | 54° 56′ 21″ N, 3° 58′ 11″ W   | Beschreibung bei National Trust For Scotland, 2022 Guide, Kapitel "Guardianship Properties" Beschreibung bei Historic Environment Scotland |
| Threave Gardens                           | Threave Gardens sind Gärten, die auf dem Anwesen von Threave House liegen. Sie befinden sich in der Nähe von Castle Douglas in Dumfries and Galloway. Die Gärten haben eine Fläche von gut 25 ha und sind Teil eines gut 600 ha großen Areals. In den Gärten ist die Practical School of Horticulture untergebracht, die Schüler leben in einem Wohnheim, das im Haupthaus liegt. Es gibt einen umfriedeten Garten zum Anbau von Nutzpflanzen, Felsengärten, Teiche und Wasserspiele. An die Gärten schließt sich eine waldige Parklandschaft an, die keinem bestimmten Stil zuzuordnen ist, sondern die Notwendigkeiten der Schule bedient. | 1948                                     | 54° 55′ 30″ N, 3° 56′ 52″ W   | Beschreibung auf nts.org.uk Beschreibung bei Historic Environment Scotland                                                                 |
| Torridon                                  | Torridon ist ein gut 550 ha großes Gebiet, das zum Teil auf dem Gebiet des Beinn Eighe National Nature Reserve liegt. Hier befinden sich fünf der insgesamt 46 vom NTS betreuten Munros, was Torridon bei Wanderern und Munro-Baggern sehr beliebt macht. Aber auch der Rest ist atemberaubend. Die Gebirge die sich hier erheben, sind sehr alt. Der Sandstein entstand vor 750 Millionen Jahren, der im Westen vorkommende Gneis sogar vor 2,6 Milliarden Jahren. Die Flora und Fauna bietet auch viele Schätze, Hochlandpflanzen, Moose und Flechten finden sich hier, aber auch Baummarder und Steinadler. | 1967                                     | 57° 32′ 51″ N, 5° 30′ 49″ W   | Beschreibung auf nts.org.uk |
| Unst, Yell                                | Die Inseln Unst und Yell zählen zu den nördlichsten Orten des Vereinigten Königreichs und gehören zu den Shetlandinseln. Auf Unst befindet sich der nördlichste Wald des Vereinigten Königreichs. Yell lieg südwestlich von Unst. Auf den Inseln besitzt der NTS Ländereien und die unbewohnte Insel Daaey. Bedingt durch die spezielle Flora und Fauna sind Unst und Yell interessant für Botaniker und Vogelbeobachter, aber auch Geologen kommen auf ihre Kosten. Auf Yell gibt es hervorragende Möglichkeiten Seeotter zu beobachten. |                                          | 60° 44′ 55″ N, 0° 54′ 26″ W   | Beschreibung auf nts.org.uk |
| Urquhart Castle                           | Urquhart Castle ist eine am Loch Ness gelegene Burgruine. Der erste Bau entstand um das Jahr 1230 und war zu seiner Zeit eine der größten Burgen in Schottland. Zu Beginn des 14. Jahrhunderts wechselte die Burg einige Male zwischen den Engländern und Schotten, bis sie 1306 von Robert the Bruce endgültig von den Schotten eingenommen wurde und stark an Bedeutung gewann. Sie wurde daher weiter ausgebaut und stark befestigt. Ab 1545 wurde die Burg als Verteidigungsanlage in großen Teilen aufgegeben, und zu einem Wohngebäude umgebaut. Ab etwa 1600 wurde die Anlage aufgegeben und verfiel. Um 1930 erwarb ein Mr. Chewett die Ruine, die er dem NTS übereignete. |                                          | 57° 19′ 27″ N, 4° 26′ 31″ W   | Beschreibung bei National Trust For Scotland, 2022 Guide, Kapitel "Guardianship Properties" Beschreibung bei Historic Environment Scotland |
| Weaver’s Cottage                          | Weaver’s Cottage ist eine ehemalige Weberei in Kilbarchan in Renfrewshire. Sie ist die letzte von vielen Webereien, die in Kilbarchan existierten, als dieses Handwerk dort eine enorme wirtschaftliche Bedeutung hatte. Das Gebäude wurde 1723 erbaut und die Weberei wurde bis 1940 kommerziell betrieben. Heute ist Weaver’s Cottage ein Museum, in dem auf originalen Webstühlen die Kunst des Handwebens demonstriert wird. Es wird auch gezeigt, wie Rohstoffe wie Leinen und Wolle durch Techniken wie Kämmen und Spinnen vorbereitet werden, damit sie verwoben werden können. Im Garten wachsen Faser- und Färberpflanzen. |                                          | 55° 50′ 13″ N, 4° 33′ 17″ W   | Beschreibung auf nts.org.uk Beschreibung bei Historic Environment Scotland                                                                 |
| West Affric                               | West Affric ist ein 37 km² großes Areal, das an andere vom NTS betreute Gebiete (Kintail und Glomach) angrenzt. Es liegt am westlichen Ende der Glen Affric National Scenic Area südwestlich von Cannich in der Region Highland. In den Torfgebieten stehen etwa 4000 Jahre alte Scots Pines (Waldkiefern). Geplant ist, früher ansässige Baumarten wieder anzusiedeln, Birken und Vogelbeeren haben sich als Pionierpflanzen bereits selbst etabliert. Einige Vögel wie Birkhuhn und Weidensänger haben sich auch wieder eingefunden. | 1993                                     | 57° 15′ 31″ N, 5° 3′ 50″ W    | Beschreibung auf nts.org.uk |
| Willow Tearooms                           | Die Willow Tearooms sind vom schottischen Architekten Charles Rennie Mackintosh entworfene Räumlichkeiten in der Innenstadt von Glasgow, die 1903 eröffnet wurden und nach anfänglichem Erfolg später einen Niedergang erlebten. In einem bereits bestehenden Teeraum hinein entwarf Mackintosh einen Ladies’ Tearoom, mit weiteren Einrichtungen, wie einem Speiseraum und einer Teegalerie darüber. In den oberen Etagen wurde ein Room de Luxe, der ebenfalls den Damen gewidmet war, erstellt. Darüber befand sich ein holzvertäfelter Billardraum und Rauchsalons für Herren. Zusammen mit seiner Frau Margaret gestaltete er auch die Fassade des Gebäudes um. Nach mehreren Verkäufen wurden die Räume 1983 unfassend renoviert und wiedereröffnet. Zwischen 2014 und 2018 wurden die Räume durch den The Willow Tea Rooms Trust erneut renoviert und 2024 dem NTS übertragen. | 2024                                     | 55° 51′ 54″ N, 4° 15′ 40″ W   | Beschreibung auf nts.org.uk |